# Jądra nadskrzyżowaniowe
Jądra nadskrzyżowaniowe, podwzgórzowe jądra nadskrzyżowaniowe (łac. nuclei suprachiasmatici) – część mózgowia, u ssaków odpowiadająca za behawioralne oraz fizjologiczne rytmy biologiczne. Mają postać parzyście rozłożonych skupisk neuronów w kształcie walców, ciągnących się nad skrzyżowaniem nerwów wzrokowych, w pobliżu trzeciej komory mózgu.
W organizmach ssaków stanowią nadrzędny zegar biologiczny. Synchronizują pracę całego organizmu oraz koordynują informacje docierające zarówno ze środowiska zewnętrznego, jak i z jego wnętrza.
Nadrzędną rolę jąder nadskrzyżowaniowych w zegarze biologicznym potwierdza zanik rytmu dobowego organizmów, u których nastąpiło całkowite zniszczenie tego obszaru. Eksperyment, przeprowadzony na szczurach, polegający na usunięciu tej części mózgu i wszczepieniu tkanki zarodkowej pobranej z okolic jąder nadskrzyżowaniowych pokazał, że po zabiegu następuje przywrócenie dobowego rytmu aktywności lokomotorycznej charakterystycznej dla dawcy.